# 罗贝尔·德孟德斯鸠
罗贝尔·德孟德斯鸠（法語：Robert de Montesquiou，1855年3月7日—1921年12月11日），生于巴黎，法国男子马术运动员。他曾代表法国参加1900年夏季奥林匹克运动会马术比赛，获得一枚铜牌。